# Iguatu (Paraná)
Iguatu is een gemeente in de Braziliaanse deelstaat Paraná. De gemeente telt 2.372 inwoners (schatting 2009).